# زمین‌لرزه ۱۹۹۹ چی‌چی
زمین‌لرزه ۱۹۹۹ چی‌چی در تاریخ ۲۰ سپتامبر ۱۹۹۹ میلادی، برابر با ‎۲۹ شهریور ۱۳۷۸، ساعت ۱۷:۴۷:۱۸ به زمان یوتی‌سی در تایوان، منطقه شهرستان نانتو رخ داد. ژرفای این زلزله ۳۱٫۳ کیلومتر بود، و بزرگی آن ۷٫۶ در مقیاس Mw اعلام شده‌است. زمین‌لرزه به وقت محلی در روز سه‌شنبه، ساعت ۱ روی داده و منطقه زمانی آن یوتی‌سی +۸ بوده‌است .
سازمان زمین‌شناسی آمریکا نیز رومرکز این زمین‌لرزه را در مختصات ۲۳°۴۶′۱۹″شمالی ۱۲۰°۵۸′۵۵″شرقی / ۲۳٫۷۷۲°شمالی ۱۲۰٫۹۸۲°شرقی و ژرفای آن را در ۳۳ کیلومتر گزارش کرده‌است. بزرگی برگزیدهٔ این سازمان از میان بزرگی‌های محاسبه‌شدهٔ مختلف ۷٫۷ در مقیاس Mw بوده و از دید اثر، در میان چهار دسته‌بندی «نامحسوس»، «محسوس»، «زیان‌آور» یا «با تلفات»، زلزله را «با تلفات» اعلام کرده‌است.نزدیک به ۸۲۰۰۰ ساختمان در زمین‌لرزه خراب شده‌است.رانش زمین در آن به وجود آمده‌است.
پروژهٔ «تنسور گشتاور مرکزوار» زاویه‌های (راستا، شیب، ریک) گسل سازندهٔ زمین‌لرزه و صفحه عمود بر آن را (°۳۷، °۲۵، °۹۶) یا (°۲۱۱، °۶۵، °۸۷) و نوع گسل را «معکوس» فرارسانده‌است.
شمار کشتگان زلزله حدود ۲۴۸۹ نفر بوده‌است.تعداد زخمیان ۱۱۳۰۶ نفر برآورده شده‌است.
بی‌خانمان شدگان نیز ۶۰۰۰۰۰ نفر اعلام شده‌است.